# Conte di Radnor
Conte di Radnor è un titolo nobiliare inglese nella Parìa di Gran Bretagna.

## Storia

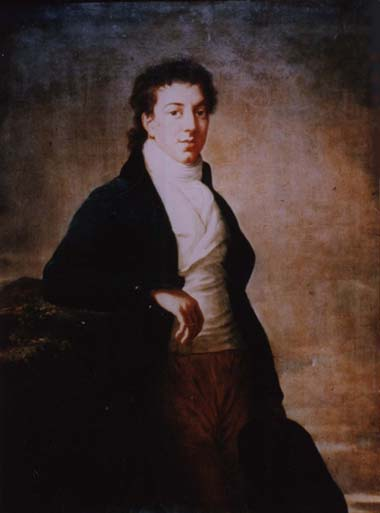
William Pleydell-Bouverie,
III conte di Radnor

Il titolo nella storia venne creato due volte. La prima nella Paria d'Inghilterra nel 1679 per John Robartes, II barone Robartes, una nota figura politica durante il regno di Carlo II. Questi venne creato contemporaneamente anche Visconte Bodmin. Robartes era figlio di Richard Robartes, che era già stato creato Baronetto nel luglio del 1621 e Barone Robartes, di Truro, nella Parìa d'Inghilterra nel 1626. Tutti i titoli si estinsero alla morte del IV conte nel 1757. Anna Maria Hunt, pronipote del IV conte, sposò Charles Bagenal-Agar, figlio minore di James Agar, I visconte Clifden di Gowran. Il figlio della coppia, Thomas James Agar-Robartes, venne creato barone Robartes nel 1869 (vedi Visconte Clifden).
La contea venne creata una seconda volta nella Parìa di Gran Bretagna nel 1765 quando William Bouverie, II visconte Folkestone, venne creato Conte di Radnor. La famiglia Bouverie discendeva da William des Bouverie, noto mercante londinese. Questi era stato creato baronetto, di St Catherine Cree Church, Londra, nella Baronettia di Gran Bretagna nel 1714. Suo figlio primogenito, il II baronetto, rappresentò la costituente di Shaftesbury alla Camera dei Comuni e venne succeduto da suo fratello minore, il III baronetto. Questi sedette in parlamento per Salisbury sino a quandonon venne elevato alla Parìa di Gran Bretagna come Barone Longford e Visconte Folkestone nel 1747.
Suo figlio, il II visconte, rappresentò anch'egli Salisbury al parlamento. Nel 1765 venne creato Barone Pleydell-Bouverie, di Coleshill nella contea del Berkshire, e Conte di Radnor col diritto di concedere il titolo anche alle eredi femmine in mancanza di maschi. Entrambi i titoli vennero iscritti nella Parìa di Gran Bretagna. Venne succeduto da suo figlio, il II conte, il quale fu membro del parlamento per Salisbury e prestò servizio come Lord Luogotenente del Berkshire. Il II conte assunse anche il cognome di Pleydell dopo essere succeduto alle proprietà di suo nonno materno, sir Mark Stuart Pleydell, I baronetto (vedi Baronetto Pleydell). Suo figlio, il III conte, rappresentò Downton e Salisbury alla Camera dei Comuni. Alla sua morte i titoli passarono a suo figlio, il IV conte, che prestò servizio come Lord Luogotenente del Wiltshire.
Questi venne succeduto da suo figlio, il V conte, il quale fu membro del parlamento tra le file dei Conservatori rappresentando il South Wiltshire ed Enfield, ricoprendo inoltre la carica governativa di Treasurer of the Household dal 1885 al 1886 sotto Lord Salisbury. Suo figlio, il VI conte, rappresentò Wilton (nota anche come South Wiltshire) in parlamento per i conservatori e fu Lord Luogotenente del Wiltshire. Venne succeduto da suo figlio, il VII conte, il quale ricoprì anche l'incarico onorifico di Keeper of the Privy Seal e Lord Warden of the Stannaries oltre ad essere creato cavaliere dell'Ordine della Giarrettiera nel 1962. Attualmente i titoli sono passati a suo nipote. William Pleydell-Bouverie, IX conte di Radnor, il quale è succeduto al padre nel 2008.
La sede di famiglia è il Castello di Longford nel Wiltshire.

## Baroni Robartes, I creazione (1625)
- Richard Robartes, I barone Robartes (m. 1634)
- John Robartes, II barone Robartes (1606–1685) (creato Conte di Radnor nel 1679)

## Conti di Radnor, I creazione (1679)
- John Robartes, I conte di Radnor (1606–1685)
  - Robert Robartes, visconte Bodmin (1634–1682)
- Charles Bodvile Robartes, II conte di Radnor (1660–1723)
- Henry Robartes, III conte di Radnor (1695–1741)
- John Robartes, IV conte di Radnor (1686–1757)

Il titolo si estingue nella I creazione

## Baronetti des Bouverie, di St Catherine Cree Church (1714)
- Sir William des Bouverie, I baronetto (1656–1717)
- Sir Edward des Bouverie, II baronetto (c. 1690–1736)
- Sir Jacob des Bouverie, III baronetto (1694–1761) (creato Visconte Folkestone nel 1747)

## Visconti Folkestone (1747)
- Jacob des Bouverie, I visconte Folkestone (1694–1761)
- William Bouverie, II visconte Folkestone (1725–1776) (creato Conte di Radnor nel 1765)

## Conti di Radnor, II creazione (1765)
- William Bouverie, I conte di Radnor (1725–1776)
- Jacob Pleydell-Bouverie, II conte di Radnor (1750–1828)
- William Pleydell-Bouverie, III conte di Radnor (1779–1869)
- Jacob Pleydell-Bouverie, IV conte di Radnor (1815–1889)
- William Pleydell-Bouverie, V conte di Radnor (1841–1900)
- Jacob Pleydell-Bouverie, VI conte di Radnor (1868–1930)
- William Pleydell-Bouverie, VII conte di Radnor (1895–1968)
- Jacob Pleydell-Bouverie, VIII conte di Radnor (1927–2008)
- William Pleydell-Bouverie, IX conte di Radnor (n. 1955).